# Jean-Philippe Ould Aoudia
Jean-Philippe Ould Aoudia (né à Alger le 4 septembre 1941) est un médecin généraliste et écrivain. Il est français d'origine algérienne.

## Biographie
Jean-Philippe Ould Aoudia suit des études de médecine et il passe en 1971 à Paris, une thèse de doctorat intitulée La Tuberculose ganglionnaire externe en Algérie.
Devenu médecin généraliste et écrivain, il est aussi historien, à l'occasion. Il écrit parfois sous le pseudonyme de Jean-Philippe Nottelet.
Son père, Salah Henri Ould Aoudia, fut l'un des six inspecteurs des Centres sociaux éducatifs assassinés par l'Organisation de l'armée secrète (OAS) le 15 mars 1962,, lors de l'attentat dit Assassinat de Château-Royal. De ce drame naitra un essai intitulé L'assassinat de Château-Royal, paru en 1992.

## Ouvrages
- 1992 : L'assassinat de Château-Royal, Pierre Vidal-Naquet (introduction de Germaine Tillion, préface d'Emmanuel Roblès), 1992, Éditions Tirésias[5],[7].
- 1994 : Autopsie d'un assassinat, préface d'Emmanuel Roblès. Alger : ENAP/ENAL.
- 1996 : Un enlèvement en Kabylie, Éditions Tirésias[8].
- 2001 : Un élu dans la guerre d'Algérie, Éditions Tirésias.
- 2006 : La bataille de Marignane, 6 juillet 2005 : la République, aujourd'hui, face à l'OAS, avec Jean-François Gavoury, préface de Pierre Joxe, Éditions Tirésias[9],[10].
- 2015 : Deux fers au feu. De Gaulle et l’Algérie : 1961, suivi de Un crime d’État : Paris, 23 mai 1959, éditions Tirésias[11]  (ISBN 2-915293-88-0)
- 2017 : Vie d'une pied-noir avec un indigène, sous le pseudonyme de J-Ph. Nottelet[4], éditions Tirésias[12].
- 2021 : Alger 1957 – La ferme des Disparus, préface d'Alain Ruscio, Éditions Tirésias[13],  (ISBN 979-10-96930-07-4)